# Louis Billot
Pour les articles homonymes, voir Billot.
Louis Billot (état-civil Marie Louis), né le 12 janvier 1846 à Sierck-les-Bains, en Lorraine (France), et mort le 18 décembre 1931 à Galloro, près de Rome, est un prêtre jésuite français et  théologien néothomiste. Créé cardinal par le pape Pie X en 1911, il démissionne en 1927 pour éviter que son nom soit utilisé par ceux qui rejettent la condamnation de l'Action française par Pie XI.

## Biographie

### Formation et premières années en France
Louis Billot fait ses études secondaires dans les collèges jésuites de Metz et de Bordeaux. Il entre au grand séminaire de Blois et est ordonné prêtre le 22 mai 1869. Quelques mois plus tard (le 25 novembre 1869), il est admis au noviciat de la Compagnie de Jésus à Angers ; il a 23 ans. Après son noviciat, Billot  est professeur d’Écriture sainte au théologat jésuite de Laval. Il est également prédicateur à Paris. Après 1879, son enseignement est entièrement tourné vers la théologie dogmatique à la faculté de théologie d'Angers d'abord, puis au scolasticat de Jersey.

### Professeur de théologie à Rome
En 1885, Léon XIII appelle le père Billot à Rome pour enseigner à l'université grégorienne. Six ans plus tôt, le pape a publié l'encyclique Æterni Patris (1879) qui prône le retour à l'étude de l'œuvre de saint Thomas d'Aquin dans les séminaires. Dans le même esprit, il se réservait le droit de choisir les professeurs de théologie dans les grandes institutions académiques romaines. Durant ses vingt-cinq ans de carrière à la Grégorienne, Billot publie de nombreuses œuvres de théologie scolastique et est considéré comme le plus brillant des nouveaux thomistes jésuites. Son style simple mais brillant lui attire l’admiration et l’affection de ses étudiants.

### A la Congrégation du Saint-Office
Après avoir participé à l'instruction suivie de mise à l’Index de cinq livres d’Alfred Loisy (1897-1903), Billot est nommé consulteur à la Congrégation du Saint-Office. Le brillant professeur néothomiste est très apprécié par Pie X dans sa lutte contre le modernisme. On lui attribue une grande influence dans la rédaction de l'encyclique Pascendi (1907) qui condamne le modernisme.

### Cardinal
Aussi est-il créé cardinal au consistoire du 27 novembre 1911, malgré ses protestations.
Électeur aux conclaves de 1914 (élection de Benoit XV) et de 1922 (élection de Pie XI), il est aussi président de l'Académie pontificale Saint-Thomas-d'Aquin et membre de la Commission biblique pontificale.
Monarchiste et ayant des sympathies pour l’Action française, qu’il exprima dans une note privée à Léon Daudet malgré la condamnation pontificale de 1926, le cardinal Billot fut convoqué par Pie XI pour des explications ; il est reçu en audience le 13 septembre 1927. Les curialistes s'attendaient à des cris et des paroles enflammées à travers la porte du bureau du pape, mais l'audience fut brève et sereine. Quand Billot sortit, il n'était plus cardinal. Il s'était sans cérémonie dépouillé de ses insignes et de son titre cardinalice. Les insignes de l'ex-cardinal restèrent dans le bureau du pape, qui accepta officiellement sa démission le 21 octobre.
Dans une lettre (2 mars 1928) au père Henri du Passage, directeur de la revue Études, et publiée in extenso en 1932, le père Billot, qui d’après des contemporains ne s’était jamais senti à l’aise dans l’habit pourpre s’explique. Son geste n’est en aucune manière un désaveu du pape, mais il ne souhaite pas que son nom (avec l’autorité cardinalice) soit exploité par ceux qui en France refusent d’accepter la décision pontificale :

« (…) J'ai toujours répondu, soit de vive voix, soit par écrit, à tous ceux qui me consultaient sur la ligne de conduite à tenir, qu'il leur fallait non seulement éviter avec soin tout ce qui aurait un semblant d'insoumission ou de révolte mais encore faire le sacrifice de leurs idées particulières pour se conformer aux ordres du Souverain Pontife. Pour ma part personnelle, je me suis, tout le premier, tenu à cette règle… »

C'est comme simple religieux jésuite que le père Billot prend sa retraite au noviciat des Jésuites italiens, à Galloro, dans les Monts Albains, près de Rome, où il meurt le 18 décembre 1931, à l'âge de 85 ans. Il est enterré au cimetière du Campo Verano à Rome.

### Influence théologique
Ses œuvres publiées entre 1892 et 1912 sont des traités de théologie écrits en latin et sont fondés sur des commentaires de la Somme théologique de saint Thomas d’Aquin. La vigueur de l'argumentation, la profondeur de la pensée « de même que [son] art de la synthèse [qui] est capable de ramener tout un ensemble à quelques principes métaphysiques » en font un des théologiens les plus éminents du début du XXe siècle. En dépit de leurs divergences, le père Marie-Dominique Chenu, dominicain, qui suit avec passion ses cours à la Grégorienne dans les années 1910 saluera en lui « un théologien de grande classe ».
À la suite d'une série d'articles publiés dans la revue Études, il publie un livre sur La Parousie (1920) où il démontre, face aux modernistes, que les premiers chrétiens croyaient au retour du Christ à la fin des temps. Il combat le libéralisme, le modernisme et le Sillon, et se montre réservé vis-à-vis de l'Action catholique.